# Palm Deira
Palm Deira é um arquipélago artificial em Dubai. Foi anunciado para desenvolvimento em outubro de 2004. O primeiro desenho anunciado dava como sendo oito vezes maior que Palm Jumeirah e cinco vezes maior que Palm Jebel Ali.
Após o término, ela irá se tornar a maior ilha do mundo construída pela humanidade, com habitação para mais de um milhão de pessoas. Embora nenhum calendário para a conclusão tenha sido anunciado, espera-se que seja concluída até 2015.
No princípio de outubro de 2007, 20% da recuperação da ilha foi concluída, com um total de 200 milhões de metros cúbicos (7 bilhões de pés cúbicos) de areia já utilizados. Depois, no início de abril de 2008, a Nakheel anunciou que mais de um quarto da área total da Palm Deira já havia sido recuperado. Esta ascendeu a 300 milhões de metros cúbicos (10,6 bilhões de pés cúbicos) de areia. Porque a ilha é tão grande, ela está a ser desenvolvida em várias fases. A primeira delas é a criação da Ilha Deira. No início de abril de 2008, 80% da Frente da Ilha Deira em recuperação foi concluída.